# Brzuchomówstwo

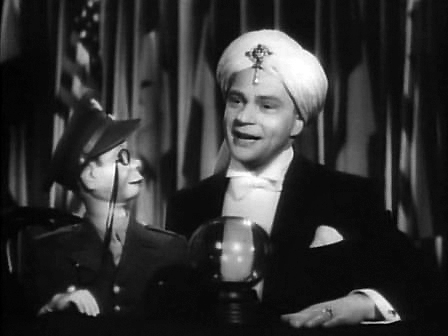
Brzuchomówca Edgar Bergen z lalką nazwaną Charlie McCarthy

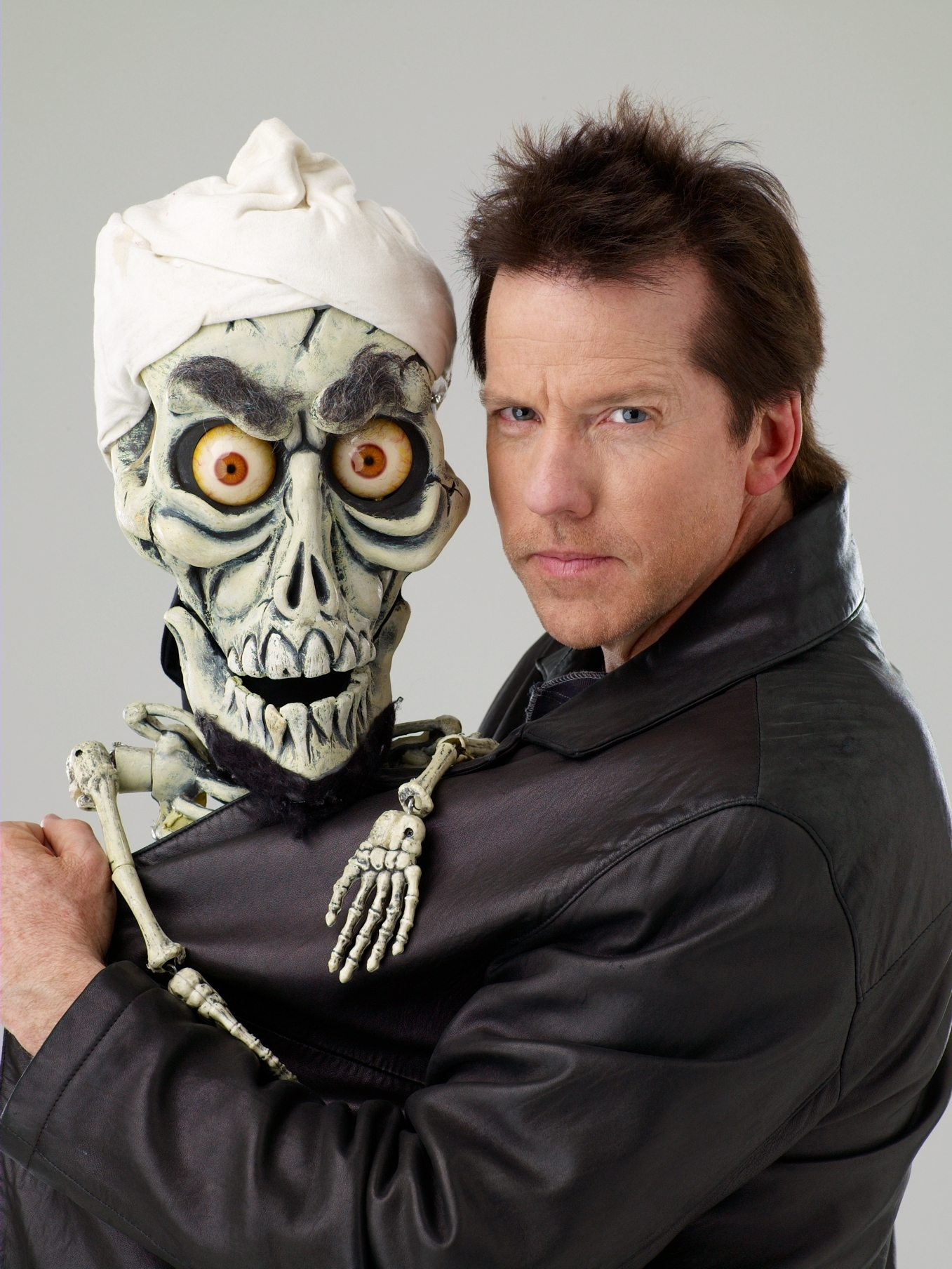
Jeff Dunham z lalką Ahmedem – Martwym Terrorystą

Brzuchomówstwo – sztuka mówienia bez poruszania ustami. 
Brzuchomówstwo w ogromnym uproszczeniu polega na mówieniu z lekko otwartymi ustami, zmienianiu głosu i tworzeniu iluzji dialogu z np. lalką. Niemożliwe do wypowiedzenia w ten sposób głoski, np. „m”, „b”, „p” zastępuje się głoskami takimi jak „n”, „w”, „d” lub „t”, modyfikując ich wymowę aż do momentu, gdy zaczną brzmieć bardzo podobnie do głosek zastępowanych. Ważna jest przy tym odpowiednia emisja głosu i świadomość aparatu mowy, którą uzyskuje się dzięki specjalistycznemu treningowi. Znajomość emisji głosu, poprawnego oddychania, interpretacji tekstu jest przy wykorzystywaniu tej sztuki na scenie niezbędna. W swoim charakterze brzuchomówstwo jest pokrewne aktorstwu i często wymaga o wiele bardziej zaawansowanych umiejętności scenicznych. Brzuchomówca podczas swoich występów rozmawia najczęściej z lalką (najczęściej lalką typu pacynka). Obecnie artyści wykorzystują coraz więcej pomysłowych rekwizytów np. maski, lalki zmechanizowane, animatronix itd. Występy brzuchomówców są kierowane do nieomal każdej publiczności, zarówno dorosłej jak i dziecięcej. Sztuka brzuchomówstwa na przestrzeni ostatnich 200 lat wiązała się z teatrami variete.
Początki brzuchomówstwa sięgają starożytnego Egiptu, gdzie wykorzystywali je kapłani. Brzuchomówcami byli również kapłani greccy. Aktualnie jednym z najsławniejszych brzuchomówców jest Jeff Dunham. W USA w XX w. brzuchomówstwo spopularyzował Great Lester, czyli Marian Czajkowski, Polak z pochodzenia.
W 2017 r. zwyciężczynią programu America`s Got Talent została 13-letnia wówczas Darci Lynne Farmer, która jako brzuchomówca występując z kilkoma różnymi lalkami, potrafi śpiewać pełnym głosem. Jej sukces przyniósł w USA popularność zarówno jej, jak i sztuce brzuchomówstwa.